# Китайская баскетбольная ассоциация
Китайская баскетбольная ассоциация (CBA) (кит. 中国男子篮球职业联赛) — китайская профессиональная баскетбольная мужская лига. Английское сокращение CBA в Китае используется чаще, чем китайское название. Также существует женская лига — WCBA. Вторым дивизионом является полупрофессиональная Национальная баскетбольная лига (англ. National Basketball League (NBL)).
Некоторые игроки CBA (Яо Мин, Ван Чжичжи, Менге Батыр, Сунь Юэ) выступали или выступают в Национальной баскетбольной ассоциации (США). В свою очередь, некоторые игроки из США принимают участие в чемпионате Китая по баскетболу, однако существует лимит на легионеров. Из известных американцев можно отметить Стефона Марбери, Кеньона Мартина, Стива Фрэнсиса, Трэйси Макгрэди, Гилберта Аринаса, Джей Ар Смита, Аарона Брукса. Также они выступают в Матче Всех Звёзд КБА.

## История создания
Первый розыгрыш состоялся в 1995 году. При этом, название не следует путать с организацией Китайская Баскетбольная Ассоциация, которая появилась в 1956 году и фактически являлась Федерацией баскетбола в КНР  Архивная копия от 21 апреля 2012 на Wayback Machine. В настоящее время организацией, которая проводит чемпионат, является Китайский организационный баскетбольный центр (англ. Chinese Basketball Management Center). Другими лигами в Китае являются Национальная баскетбольная лига (НБЛ) (англ. National Basketball League (NBL)), Китайская университетская баскетбольная ассоциация (англ. Chinese University Basketball Association (CUBA)) и Китайская баскетбольная лига для колледжей (англ. Chinese High School Basketball League (CHBL)). Также была создана лига Китайский баскетбольный альянс англ. Chinese New Basketball Alliance (CNBA) , одной из команд которой были «Бэйцзин Си Лайонс», однако она просуществовала всего один сезон (1996-97)  Архивная копия от 16 февраля 2012 на Wayback Machine.
В 1996 году в КБА появился один из первых американских легионеров — Джеймс Ходжес.

## Команды
Большинство названий команда в КБА подчиняются определённым правилам и состоят обычно из трёх частей в следующем порядке:
1. Географическая привязка (за исключением команды «Баи» или «Огэст Фёст»). К ней может быть отнесено название любой административной части КНР, начиная с провинциального уровня;
2. Название компании-спонсора (или часть такого названия). Спонсорские обязательства могут меняться, соответственно в некоторых случаях название команды может меняться каждый сезон или даже несколько раз за сезон;
3. Прозвище, например, название животного. Данная часть меняется сравнительно редко.

Соответственно, сложное название команды может привести к разночтениям при использовании в других языках. Кроме того, не всегда понятно, как сокращенно называется тот или иной клуб. Встречаются аббревиатуры (на китайском и английском языках), название спонсора или прозвище может опускаться. Также прозвище может переводиться на английский в нескольких вариантах, название спонсора команды также может изменяться и/или переводиться по-разному.
Изменения прозвищ достаточно редкое явление, однако также случается, например команда «Шаньдун» изменила его с «Флэймин Буллз» (англ. Flaming Bulls) на «Лайонс» (англ. Lions), а затем ещё несколько раз меняла название на такие: «Голд Лайонс», «Голден Старз», «Хироус», «Хай-Спид Кирин».
В прошедшие сезоны название чемпионата зависело от спонсора. В сезоне 1999—2000 и 2000—2001 годов чемпионат носил название «Hilton Лига», в 2001—2002 и 2002—2003 он назывался «Motorola Лига», а в 2003—2004 спонсором была корпорация China Unicom. Однако в связи с тем, что название спонсора лиги редко называлось в новостях, перед началом сезона 2004—2005 годов от этой практики было решено отказаться.  Архивная копия от 11 октября 2012 на Wayback Machine

## Финалы
В 2005 году в лиге разыгрывался Кубок Моу Цзоюня (англ. Mou Zuoyun Cup, кит. упр. 牟作云杯, пиньинь Móu Zuòyún bēi), которым в первый раз награждался победитель финальной серии. Моу Цзоюнь (род. 1913) был игроком сборной на Летних Олимпийских играх 1936 года, а в дальнейшем стал тренером, которого считают «пионером» китайского баскетбола.  Архивная копия от 11 октября 2012 на Wayback Machine
| Сезон   | Чемпион                 | Результат | Соперник по финалу      | Примечания             |
| ------- | ----------------------- | --------- | ----------------------- | ---------------------- |
| 1995-96 | Баи Рокетс              | 3 — 0     | Гуандун Саузерн Тайгерс | Серия до трёх побед    |
| 1996-97 | Баи Рокетс              | 3 — 0     | Ляонин Хантерс          |                        |
| 1997-98 | Баи Рокетс              | 3 — 0     | Ляонин Хантерс          |                        |
| 1998-99 | Баи Рокетс              | 3 — 0     | Ляонин Хантерс          |                        |
| 1999-00 | Баи Рокетс              | 3 — 0     | Шанхай Шаркс            |                        |
| 2000-01 | Баи Рокетс              | 3 — 1     | Шанхай Шаркс            |                        |
| 2001-02 | Шанхай Шаркс            | 3 — 1     | Баи Рокетс              |                        |
| 2002-03 | Баи Рокетс              | 3 — 1     | Гуандун Саузерн Тайгерс |                        |
| 2003-04 | Гуандун Саузерн Тайгерс | 3 — 1     | Баи Рокетс              |                        |
| 2004-05 | Гуандун Саузерн Тайгерс | 3 — 2     | Цзянсу Дрэгонс          |                        |
| 2005-06 | Гуандун Саузерн Тайгерс | 4 — 1     | Баи Рокетс              | Серия до четырёх побед |
| 2006-07 | Баи Рокетс              | 4 — 1     | Гуандун Саузерн Тайгерс |                        |
| 2007-08 | Гуандун Саузерн Тайгерс | 4 — 1     | Ляонин Хантерс          |                        |
| 2008-09 | Гуандун Саузерн Тайгерс | 4 — 1     | Синьцзян Флайн Тайгерс  |                        |
| 2009-10 | Гуандун Саузерн Тайгерс | 4 — 1     | Синьцзян Флайн Тайгерс  |                        |
| 2010-11 | Гуандун Саузерн Тайгерс | 4 — 2     | Синьцзян Флайн Тайгерс  |                        |
| 2011-12 | Бэйцзин Дакс            | 4 — 1     | Гуандун Саузерн Тайгерс |                        |
| 2012-13 | Гуандун Саузерн Тайгерс | 4 — 0     | Шаньдун Голд Лайонс     |                        |
| 2013-14 | Бэйцзин Дакс            | 4 — 2     | Синьцзян Флайн Тайгерс  |                        |
| 2014-15 | Бэйцзин Дакс            | 4 — 2     | Ляонин Хантерс          |                        |
| 2015-16 | Сычуань Блю Уэйлс       | 4 — 1     | Ляонин Хантерс          |                        |
| 2016-17 | Синьцзян Флайн Тайгерс  | 4 — 0     | Гуандун Саузерн Тайгерс |                        |
| 2017-18 | Ляонин Хантерс          | 4 — 0     | Чжэцзян Лайонс          |                        |
| 2018-19 | Гуандун Саузерн Тайгерс | 4 — 0     | Синьцзян Флайн Тайгерс  |                        |
| 2019-20 | Гуандун Саузерн Тайгерс | 2 — 1     | Ляонин Хантерс          | Серия до двух побед    |
| 2020-21 | Гуандун Саузерн Тайгерс | 2 — 1     | Ляонин Хантерс          |                        |
| 2021-22 | Ляонин Хантерс          | 4 - 0     | Чжэцзян Гуанша Лайонс   | Серия до четырёх побед |
| 2022-23 | Ляонин Хантерс          | 4 - 0     | Чжэцзян Голден Буллз    |                        |
| 2023-24 | Ляонин Хантерс          | 4 - 0     | Синьцзян Флаинг Тайгерс |                        |
| 2024-25 | Чжэцзян Лайонс          | 4-2       | Бэйцзин Дакс            |                        |

### Выступления в финалах
| Кол-во | Команда                 | Побед | Поражений | % побед |
| ------ | ----------------------- | ----- | --------- | ------- |
| 16     | Гуандун Саузерн Тайгерс | 11    | 5         | .687    |
| 11     | Баи Рокетс              | 8     | 3         | .727    |
| 9      | Ляонин Хантерс          | 1     | 8         | .111    |
| 6      | Синьцзян Флайн Тайгерс  | 1     | 5         | .166    |
| 3      | Шанхай Шаркс            | 1     | 2         | .333    |
| 2      | Бэйцзин Дакс            | 3     | 0         | 1.000   |
| 1      | Цзянсу Дрэгонс          | 0     | 1         | .000    |
| 1      | Сычуань Блю Уэйлс       | 1     | 0         | 1.000   |

## Рекорды

### Матч
- очки: 71, Андре Эметт, 2009-10
- трёхочковые: 15, Леон Роджерс, 2008-09
- подборы: 38, Гарт Джозеф, 2001-02
- слэм-данк: 12, Джеймс Ходжес, 1998-99
- результативные передачи: 28, Ли Цюнь, 1999-00
- перехваты: 13, Цзюй Вэйсун, 1995-96; Чжан Юнцзюнь, 1996-97; Ху Сюэфэн, 2004-05
- блок-шоты: 13, Яо Мин, 2000-01; Херве Ламизана, 2009-10; Шон Уильямс, 2009-10
- лучшие показатели: 49 очков (с игры: 21/21, штрафные 7/12), 17 подборов, 2 результативные передачи, 3 перехвата, 6 слэм-данков, 6 блоков, Яо Мин, 2000-01

### Сезон
- очки: 1266, Энтони Майлс, 2005-06
- трёхочковые: 189, Юй Цзюнькай, 2004-05
- подборы: 727, Олумиде Ойедеджи, 2004-05
- слэм-данк: 140, Лоренцо Колмен, 2005—2006
- результативные передачи: 325, Ху Сюэфэн, 2004—2005
- перехваты: 246, Ху Сюэфэн, 2004—2005
- блок-шоты: 126, Яо Мин, 1999—2000

### Карьера
Статистика на конец сезона 2010-11
- очки: 8387, Лю Юйдун
- трёхочковые: 1095, Ли Нань
- подборы: 4548, Менге Батыр
- слэм-данк: 498, Джейсон Диксон
- результативные передачи: 1807, Ху Сюэфэн
- перехваты: 1313, Ху Сюэфэн
- блок-шоты: 736, Ван Чжичжи

### Команда
- очки: (одна команда): Баи Рокетс — Нанькин Арми (163:84);(обе команды): Ляонин Хантерс — Гуандун Хунъюань (141:146).

### Легионеры
Легионеры в КБА, которые выступали за команду лиги более одного сезона.
- Джеймс Ходжес, Ляонин Хантерс 1996-97, 1998-99, 1999—2000, Цзянсу Наньган 1997-98
- Эрнест Браун, Ляонин Хантерс 2004-05, 2006-07
- Бабакар Камара, Цзилинь Нозерн Тайгерс 2005-06, 2006-07
- Алекс Каркамо, Шэньчжэнь 2000-01, Гуандун Саузерн Тайгерс 2001-02
- Лоренцо Колмен, Синьцзян Флайн Тайгерс 2003-04, 2004-05, 2005-06, 2006-07
- Питер Корнелл, Чжэцзян Хорсес 2003-04, Гуандун Саузерн Тайгерс 2004-05
- Брэндон Крамп, Шэньси Кайлинс 2005-06, 2006-07
- Карлос Диксон, Цзянсу Дрэгонс 2005-06, 2006-07
- Джэйсон Диксон, Гуандун Саузерн Тайгерс 1998-99, 1999-00, 2000-01, 2002-03, 2003-04, 2004-05, 2005-06, 2006-07
- Эд Элисма, Шаньдун Лайонс 2003-04, Хэнань Дрэгонс 2004-05
- Терренс Грин, Гуандун Саузерн Тайгерс 2005-06, 2006-07
- Род Грегойр, Цзилинь Нортист Тайгерс 2000-01, 2001-02, 2002-03, 2003-04, 2004-05, 2005-06
- Симеон Хэйли, Цзянсу Дрэгонс 2002-03, 2003-04, 2004-05
- Стефен Харт, Шанхай Шаркс 2001-02, Цзянсу Дрэгонс 2002-03
- Крис Херрен, Бэйцзин Дакс 2002-03, Цзянсу Дрэгонс 2003-04
- Гарт Джозеф, Шэньси Кайлинс 2001-02, 2002-03, 2003-04, 2004-05
- Джастин Лав, Бэйцзин Аошэнь Олимпиан 2002-03, 2003-04
- Так Мак, Шаньдун Голд Лайонс 2004-05, 2006-07
- Габе Монеке, Бэйцзин Аошэнь Олимпиан 2003-04, Чжэцзян Лайонс 2006-07, Юньнань Буллз 2008-09
- Энтони Майлс, Дунгуань Леопардс 2005-06, 2006-07
- Реджи Окоса, Шанхай Шаркс 2005-06, 2006-07
- Олумиде Ойедеджи, Бэйцзин Дакс 2003-04, 2004-05, Ляонин Хантерс 2007-08, Шаньси Чжунъюй 2008-09
- Крис Портер, Фуцзянь Стурджеонс 2005-06, 2006-07
- Ларон Профит, Гуандун Саузерн Тайгерс 2002-03, 2003-04
- Кит Раймер, Хэнань Дрэгонс 2005-06, Фуцзянь Старджонс 2006-07
- Сомаила Самаке, Чжэцзян Хорсес 2004-05, 2005-06, 2006-07
- Алекс Скейлс, Цзянсу Дрэгонс 2002-03, Шанхай Шаркс 2004-05
- Шоунелл Скотт, Цзянсу Дрэгонс, Цзилинь Нортист Тайгерс 2004-05
- Год Шэммгод, Чжэцзян Хорсес 2001-02, 2002-03, 2003-04, 2004-05, Шаньси Дрэгонс 2006-07
- Марк Стрикленд, Чжэцзян Хорсес 2002-03, 2003-04
- Дэймон Стрингер, Шанхай Шаркс 2000-01, Шэньси Кайлинс 2001-02
- Андре Рейд, Ляонин Хантерс 1998-99, 2000—2002
- Стефон Марбери, Шаньси Чжунъюй Брэйв Дрэгонс 2009—2010, Фошань Дралионс 2010-11, Бэйцзин Дакс 2011-12